# 1956年太平洋颱風季
| 太平洋颱風季             |
| 主題頁 - 專題 - 編輯指南 |

1956年太平洋颱風季泛指在1956年全年內的任何時間，於赤道以北及國際換日線以西的太平洋水域，以及南中國海所產生的熱帶氣旋。雖然有關方面並沒有設下本颱風季的指定期限，但大部份於西北太平洋的熱帶氣旋通常都會於五月至十二月期間形成。
本條目的範圍僅侷限於赤道以北及國際換日線以西的太平洋及南海的水域。於赤道以北及國際換日線以東的太平洋水域產生的風暴則被稱為颶風，並被列入1956年太平洋颶風季。在西太平洋產生的熱帶風暴是由聯合颱風警報中心命名，國際編號為56xx。而凡進入或產生於菲律賓風暴責任範圍以內的熱帶低氣壓，菲律賓大氣地理天文部門 (PAGASA) 都會為它們訂立一個菲律賓名稱，作當地警報用途；因此同一個風暴有時候會有兩個不同的名稱。
以下各熱帶氣旋資訊以熱帶氣旋存在期間的最強形態為準。

## 熱帶氣旋
在1956年，有?個熱帶低氣壓形成，其中22個成為了熱帶風暴。18個成為了颱風。5個更成為了超級颱風。

### 超級颱風溫黛Wanda
颱風溫黛在马里亚纳群岛附近生成，最大风力达到160节，掠过台湾后对中国浙江省造成了巨大的破坏，造成近5000人丧生。其巨大的风圈面积使中国大陆南北多地产生暴雨和洪水。

### 颱風黛納Dinah
黛納颱風過境台灣期間，在3日晚間至4日清晨引起台中縣沿海風暴潮，包含梧棲、清水、沙鹿、龍井、大肚及大安等鄉鎮造成巨大破壞，居民爬上屋頂、樹梢躲避倒灌的海水；龍井房屋倒塌5130棟、梧棲2277棟全倒及半倒1778棟、清水倒屋75棟，超過13000人無家可歸。

澎湖縣馬公、湖西、白沙等鄉鎮，同樣受到風暴潮襲擊，沖毀150公尺長馬公海水浴場防波堤。

## 熱帶氣旋名單
| - Sarah - Thelma - Vera - Wanda - Amy - Babs - Charlotte | - Dinah - Emma - Freda - Gilda - Harriet - Ivy - Jean | - Karen - Lucille - Mary - Nadine - Olive - Polly |